# Приворотень дрібноцвітий
Приворотень дрібноцвітий, при́воротень дрібноквітко́вий (Alchemilla tytthantha) — вид квіткових рослин родини трояндових (Rosaceae).

## Біоморфологічна характеристика
Багаторічник 15–45 см. Нижні міжвузля стебла та ніжки листків густо запушені відстовбурченими волосками. Листки зверху густо і рівномірно запушені, округлі, з 9 короткими лопатями, кожна з 6–8 дрібними гострими нерівними зубцями.

## Поширення
Ендемік Криму, Україна.
В Україні росте на гірських луках, узліссях, біля узбіччя доріг на яйлах і в лісі — у гірському Криму.